# Håkon Särnblom
Håkon Särnblom (ur. 3 marca 1966 w Oslo) – były norweski skoczek wzwyż i koszykarz. Podczas swojej kariery reprezentował lekkoatletyczne kluby IK Tjalve i IF Minerva. Mąż byłej skoczkini wzwyż, Hanne Haugland.

## Kariera
- Halowe Mistrzostwa Europy 1988 – 10.pozycja
- Halowe Mistrzostwa Europy 1990 – 14.pozycja
- II liga Pucharu Europy 1991 – 1. miejsce[1]
- Halowe Mistrzostwa Europy 1994 – 6.pozycja
- Mistrzostwa Europy 1994 – 4. miejsce
- Halowe Mistrzostwa Świata 1995 – 10.pozycja

Wielokrotny rekordzista kraju w skoku wzwyż. Uczestnik Mistrzostw Świata 1991 i 1995. Rywalizował również na Igrzyskach Olimpijskich w 1992 roku, jednak nie przeszedł eliminacji.
Särnblom powrócił do zawodów lekkoatletycznych w 2006 roku jako reprezentant klubu Haugesund IL, lecz na Mistrzostwach Norwegii nie zaliczył nawet pierwszego skoku i szybko odpadł z rywalizacji.
Najlepszym rezultatem uzyskanym w karierze zawodnika na stadionie było 2,31 m na mistrzostwach Europy w Helsinkach, które odbyły się w sierpniu 1994 roku. Ten rezultat jest drugim w historycznej klasyfikacji skoku wzwyż w Norwegii, tuż za wynikiem Steinara Hoena. Lepszy wynik osiągnął Särnblom w hali – 2,34 m, uzyskany 11 lutego 1995 w Balingen.
Särnblom grał również w koszykówkę w najwyższej klasie rozgrywkowej w Norwegii.

## Osiągnięcia
- Mistrz Norwegii w skoku wzwyż: 1986, 1988, 1989, 1990, 1992[6]
- Halowy Mistrz Norwegii w skoku wzwyż: 1987, 1988, 1990, 1991, 1994[7]